# Dávid Vojvoda
Dávid Vojvoda (Kaposvár, 4 settembre 1990) è un cestista ungherese.

## Carriera
Con l'Ungheria ha disputato due edizioni dei Campionati europei (2017, 2022).

## Palmarès
- Campionato ungherese: 4

Szolnoki Olaj: 2013-14, 2014-15, 2015-16, 2017-18
- Coppa d'Ungheria: 4

Szolnoki Olaj: 2014, 2015, 2018, 2019